# 新葛倫火箭

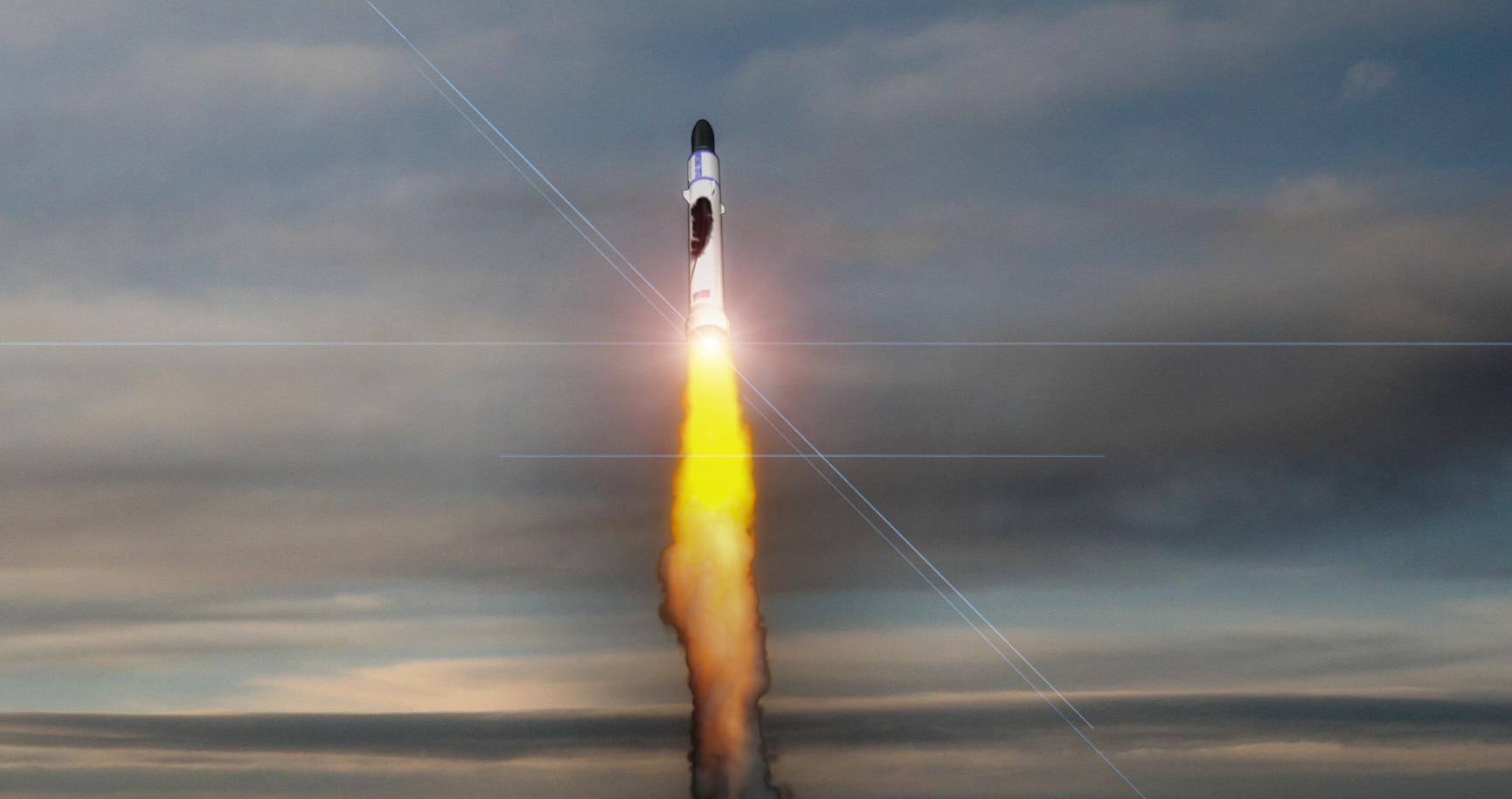

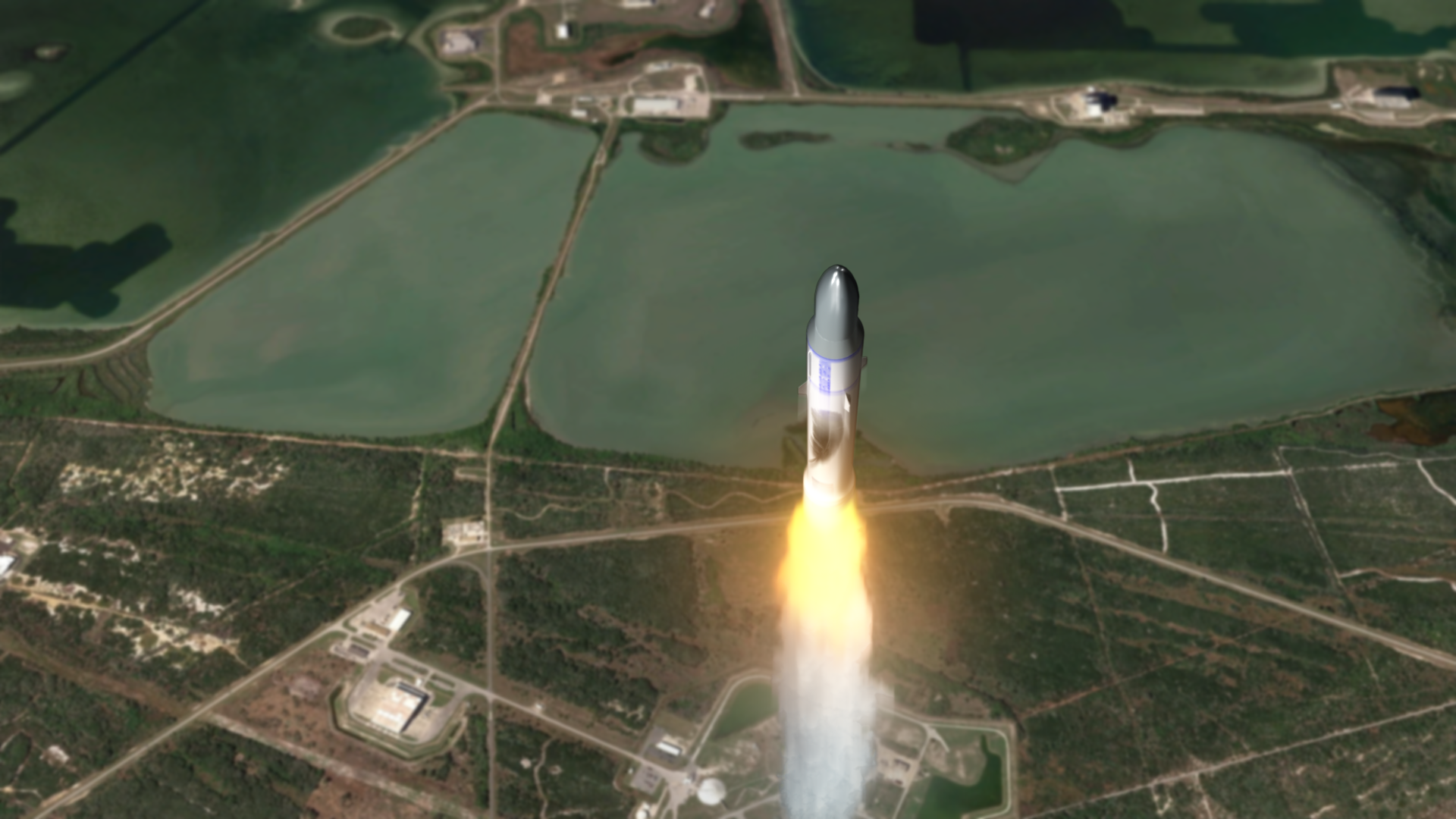

新葛倫火箭（英語：New Glenn）是藍色起源公司於2012年開始研發的可重複使用大型運載火箭。該火箭的大略規格於2016年9月公布，是一種直徑7米的兩级构型火箭。其第一節火箭是由7個藍色起源設計和製造的BE-4發動機提供動力，就像之前的新雪帕德火箭一樣，新葛倫火箭的第一節火箭被設計為可重複使用。該型火箭最初計畫於2020年首次發射。2018年，公司宣稱期望於2021年發射火箭。2021年2月，發射計畫再次被推遲為不早於2022年第四季。最終于2025年1月16日首次發射。
新葛倫火箭的名稱來自美國太空人約翰·葛倫，他是美國最初被選為太空人的7個人之一。1962年2月20日，葛倫搭乘友誼7號太空船環繞地球飛行了三圈，使他成為第一個進入地球軌道的美國太空人。其後擔任4屆的美國參議員，並於1998年他77歲時，搭乘發現號太空梭再次進入太空，使他成為太空飛行歷史上年齡最大的人。

## 火箭描述
新葛倫火箭是直徑7米（23英尺）的兩節式軌道運載火箭，具有可重複使用的第一節火箭和一次性使用的第二節火箭。
第一節火箭被設計為可重複使用多達100次的任務，並使用該公司先前為新雪帕德火箭開發的垂直降落術進行火箭回收。
第二節火箭的直徑與第一節火箭相同，並使用2個BE-3U發動機。它使用液態的氫氣／氧氣作為推進劑，並且會完全燃燒掉而不會有殘留物。該公司透露，新葛倫火箭的有效酬載量為：向近地軌道載運45,000（99,000磅），向51.6度傾斜的地球同步轉移軌道載運13,000（29,000磅）。不過在初期的幾次發射中，其酬載能力可能會稍低。而在第5次飛行後，亦將提供雙衛星發射。
這兩節火箭都將使用帶有焊接鋁質圓頂和普通隔板的正交柵格鋁製燃料儲存槽，並使用自生加壓裝置。第一節火箭配備7個該公司設計和製造的BE-4甲烷／液氧發動機，可產生17,000 kN（3,800,000 lbf）的升空推力。第二節火箭配備2個同樣由該公司設計和製造的BE-3U發動機。根據2015年的初步設計，BE-3U的推力為670千牛頓（150,000磅力）。
藍色起源公司計劃在由該公司承租的佛州卡納維爾角LC-36發射場，進行新葛倫火箭的發射。也計劃在加州的范登堡空軍基地發射場進行發射。新葛倫火箭也將可用於太空旅遊飛行，雖然優先考慮提供給客戶的是新雪帕德火箭。
新葛倫火箭的第一節可重複使用，並將使用該公司設置於大西洋的著陸平台船進行回收。該船配備有鰭板穩定器，提高了在波濤海域回收火箭的成功率。

## 開發歷史
在2012年啟動軌道火箭系統的開發之後，藍色起源公司在2015年9月公布了他們的軌道運載火箭計劃。2016年1月，該公司表示，即使它是軌道飛行器系列中最小的，新火箭的體積也將比他們現有的新雪帕德火箭大許多倍。2016年9月，公布了該火箭的大略設計內容，並命名為“新葛倫”。
為了驗證跨音速和超音速飛行的流體力學數學模型計算，2016年9月完成了為期三週的新葛倫火箭比例模型風洞測試。
2017年3月，藍色起源公司創辦人傑佛瑞·貝佐斯展示了新葛倫火箭的圖片，該圖片在助推器的底部有兩個大的邊條翼。在2017年9月的公告中，該公司宣佈為火箭設計更大的有效載荷整流罩，直徑為7（23英尺），大於最初宣布的設計的5.4（18英尺）。
2018年3月，運載火箭的設計發生了變化。第二節火箭發動機現在將由經過新雪帕德火箭飛行驗證的BE-3發動機，改為2個真空優化版本的發動機(BE-3U)。
2018年年中，由於火箭的細部設計尚未完成，公司工程師、客戶、行業專家和新聞工作者質疑其預定2020年首次發射的可能性。
2019年2月，藍色起源公司表示，可回收式的第二節火箭並不在開發的路徑圖上。
美國空軍於2020年8月宣布，新葛倫火箭並未獲選為國家安全太空發射計劃（National Security Space Launch，NSSL）第二階段的發射採購。基於這個原因，藍色起源公司於2021年2月宣布，首次發射計畫將不會早於2022年第四季。

### 首次发射

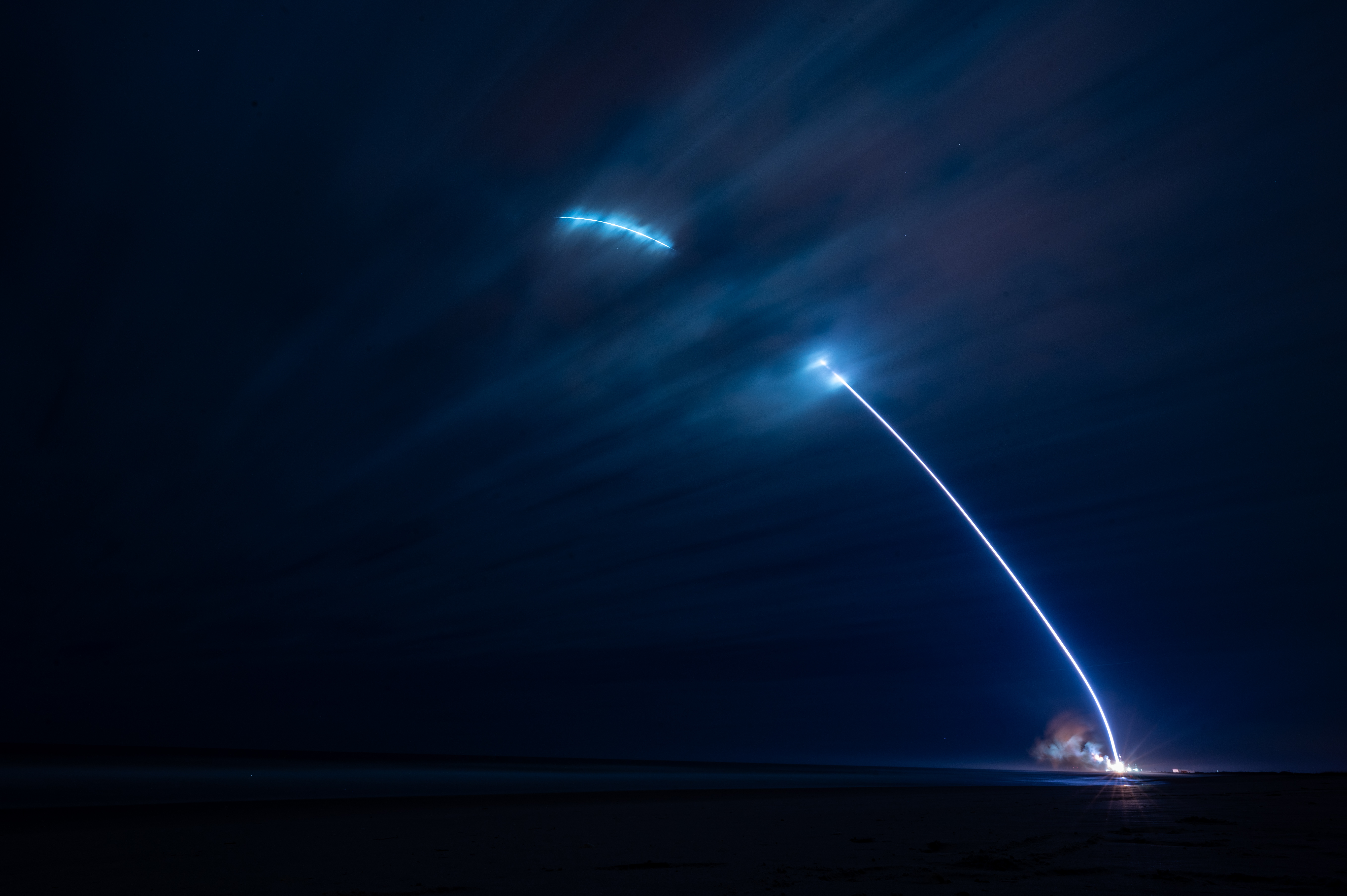
2025 年1月16日，“新格伦”号从卡纳维拉尔角太空发射场的36号发射架上发射升空。

2024年6月12日，蓝色起源公司获得了 “新格伦 ”号的联邦通信委员会首飞通信许可证。该运载火箭被选中用于美国国家安全太空发射计划，预计首飞发射不会晚于2024年12月。
8月下旬，“新格伦”首次发射的准备工作紧锣密鼓地展开，它将根据美国国家航空航天局（NASA）签订的一份 VADR 合同，搭载由两颗由火箭实验室研制的飞往火星的光子卫星组成的 ESCAPADE 任务。但在与 NASA 协商后，决定放弃 10 月份的发射窗口，以避免 “重大的成本、进度和技术挑战”，以及在发射延迟的情况下从飞行器中取出燃料的风险。
截至 2024 年 9 月，首次发射计划是美国太空部队国家安全太空发射计划的演示发射，搭载一个蓝环航天器平台原型。这次飞行的助推器被命名为 “所以你告诉我还有机会”，暗指可重复使用助推器首次着陆的难度。
2024年10月，测试继续进行，第二级的热火测试取得了成功。完成的第一级（GS1）于2024年10月30日在首次飞行前移至发射台。
2024 年 11 月 20 日，飞行 1 号运载火箭移至发射台，进行静态点火测试。2024 年 12 月 19 日进行了全面湿式彩排，12 月 27 日进行了 24 秒静态点火。
2025 年 1 月 13 日，蓝色起源公司进行了首次发射尝试。在倒计时过程中出现几次失误后，这次尝试在美国东部时间凌晨 3:05 左右（世界协调时 8:05 左右）被取消。
美国东部时间 2025 年1月16日15:03，“新格伦 ”首次发射升空。蓝色起源公司在首次尝试中将 GS-2 末级和 “蓝环 ”原型有效载荷送入中地球轨道。蓝色起源表示，新格伦的第一级 GS-1 在下降过程中丢失。遥测数据显示，该助推器以大约 5.5 马赫的速度在25.7 千米的高度飞行，然后被认为失事。

## 外部連結
- New Glenn website （页面存档备份，存于）
- "Introducing New Glenn" by Blue Origin （页面存档备份，存于） on YouTube.com